# Иванов, Георгий Владимирович
Гео́ргий Влади́мирович Ива́нов (29 октября (10 ноября) 1894, имение Пуке-Барще (Пуки́) Сядской волости Тельшевского уезда Ковенской губернии, ныне Мажейкяйский район, Литва — 26 августа 1958, Йер-ле-Пальмье, департамент Вар, Франция) — русский поэт, прозаик и публицист, переводчик, литературный критик. Акмеист, один из крупнейших авторов первой волны русской эмиграции.

## Биография

### Детство
Родился 29 октября (10 ноября) 1894 года в семье потомственного военного, ветерана Русско-турецкой войны капитана по полевой пешей артиллерии из витебских дворян Владимира Ивановича Иванова (в 1902 году он уйдёт в отставку в чине подполковника). Мать — Вера Михайловна Бренштейн из дворянской семьи потомственных военных, а, по воспоминаниям Ирины Одоевцевой, была баронессой Бир-Брау-Браурер фон Бренштейн из «голландской древней родословной семьи, насчитывавшей среди своих предков крестоносцев».
Детские годы частично прошли в имениях Пуке-Барще и Студёнках Минской губернии — последнее было куплено Ивановыми в 1899 году за 48 тыс. рублей и имело площадь 944 десятин земли. Зимами семья жила в гарнизонном городке Ковно, где служил отец Георгия. Дела в деревне Владимир Иванович вести не умел, и продал большую часть земель имения Студёнки; в 1900 году он закладывает имение в Московском земельном банке предположительно для покупки имения в Виленской губернии. В 1905 году семья переехала в Петербург, лето проводит в имении Сорокполь недалеко от Вильно, которое было куплено в 1902 году. В феврале 1906 года в Студёнках случается пожар. В марте 1907 года Владимир Иванович умирает в Двинске.
В 1905 году Георгий зачислен в Ярославский кадетский корпус. Учился со средними баллами. Высшие — по закону Божию — 11 баллов, по географии — 10, по рисованию — 9.

### Петербургский период жизни
В январе 1907 года по просьбе отца переводится во 2-й кадетский корпус в Петербурге. Успехи в учёбе снизились, что было связано не только со слабым от природы здоровьем, но и нежеланием подчиняться строгой военной дисциплине.
В 1909 году познакомился с Г. И. Чулковым и С. М. Городецким — начал рассылать по газетам и журналам свои стихи. Первые стихи опубликованы в корпусных журналах «Кадет-михайловец» и «Ученик». Первая серьёзная публикация в 1910 году, в петербургском еженедельнике «Все новости литературы, искусства, театра, техники и промышленности» были напечатаны 2 стихотворения «Осенний брат» («Он — инок. Он — Божий») и «Икар». Предположительно в этот же период познакомился с А. А. Блоком. Находился под влиянием И. Северянина, Н. Гумилёва, М. Кузмина — последнему был рекомендован С. Городецким для принятия в Академию стиха. С 1911 года участвует в северянинской Академии эгопоэзии.
С 17 марта 1911 года заведует художественным отделом еженедельника «Gaudeamus». 25 октября «уволен из корпуса на попечение родителей» (из 5-го класса) «согласно прошения его матери». В декабре выход первого сборника «Отплытие на о. Цитеру» (на титульном листе — 1912)
В 1912 году приобретает первую, небольшую известность в петербургских литературных кругах. (Публикации в изданиях: «Нижегородец», «Петербургский глашатай», «Новый журнал для всех», «Гиперборей», «Сатирикон»). На встрече по поводу 25-летия поэтической деятельности К. Д. Бальмонта знакомится в «Бродячей собаке» с Н. Гумилевым. На этой же встрече присутствуют А. Ахматова, Вас. Гиппиус, О. Мандельштам. Весной 1912 года был принят в «Цех поэтов». В ноябре — выходит из кружка эгофутуристов. Декабрь — знакомство с Н. А. Клюевым.
В 1913 году печатается в газетах «Русская молва», «День», журналах «Аполлон», «Сатирикон», «Нива», «Современник» и является вольнослушателем Петербургского университета. В середине апреля участвует в манифестации вместе с О. Мандельштамом на площади Петербурга по случаю взятия турецкой крепости Скутари черногорцами. 13 октября знакомится в Тенишевском училище с Г. Адамовичем на лекции К. Чуковского о футуризме.
С 1914 года постоянный сотрудник журнала «Аполлон», занял в нём место Н. Гумилёва, ушедшего добровольцем на Первую мировую войну. Публикует в «Аполлоне» обзорные статьи о военной поэзии. Участвует в альманахах «Отзвуки войны», «Пряник осиротевшим детям», «Зеленый цветок». В 1915 году в издательстве «Лукоморье» выходит книга стихов о войне Г. Иванова «Памятник славы». С 1916 года — участник 2-го «Цеха поэтов». В третьем «Цехе поэтов», возглавляемом Гумилёвым, играл вместе с Адамовичем видную роль. После убийства Гумилёва возглавил Цех.
Первым браком (1915—1918) был женат на француженке Габриэль Тернизьен, танцовщице театра Мейерхольда, подруге сестры Адамовича, — дочь Елена. Во втором браке, с русской поэтессой Ириной Одоевцевой (наст. имя Ираида Густавовна Гейнике), прожил 37 лет.
Вместе с Гумилёвым был участником подпольной организации Таганцева, при этом остался неразоблачённым.

### В эмиграции
26 сентября 1922 года на пароходе «Карбо» Иванов выехал в Германию. С конца октября 1922 по август 1923 проживал в Берлине. Его жена, поэтесса И. Одоевцева покинула Советскую Россию позже — в декабре 1922 года она перебралась из Петрограда в Ригу. 12 октября 1923 года Г. Иванов и И. Одоевцева встретились в Берлине. После переезда в Париж Иванов стал одним из самых известных представителей первой эмиграции и сотрудничал со многими журналами как поэт и критик, писал прозу, в числе которой был неоконченный роман «Третий Рим» и «поэма в прозе» «Распад атома» в 1938 году.
В эмиграции Георгий Иванов делил с В. Ходасевичем звание «первого поэта», хотя многие его произведения, особенно мемуарные и прозаические, вызвали неблагоприятные отзывы как в эмигрантской среде, так и в Советской России.
В 1930-х годах вместе с Г. Адамовичем был основным сотрудником журнала «Числа».
В начале Второй мировой войны вместе с женой Ириной Одоевцевой жил в Биаррице на вилле, полученной ею в наследство от отца. С лета 1940 года город был оккупирован немецкими войсками. В 1943 году супруги лишились виллы, реквизированной немцами, в 1944 году она была разбомблена во время авианалёта. Иванов и Одоевцева оставались в Биаррице до 1946 года. Общественная позиция, взгляды на события Второй мировой войны, которых придерживался Иванов, вызвали обвинения его в германофилии, антисемитизме, коллаборационизме и привели его к конфликту с Г. Адамовичем (который, в частности, рассказывал о приёмах для немецких офицеров, которые якобы давали в своём доме супруги Ивановы).
С 1946 года Иванов и Одоевцева жили в Париже, нуждались, не имея достаточных средств к существованию. С 1951 по 1954 год с перерывами жили в небольшом городе Монморанси к северу от Парижа, в пансионате для русских эмигрантов, называвшемся «Русский дом».

### Последние годы. Болезнь и смерть
Последние три с половиной года жизни Георгия Иванова прошли на юге Франции, в курортном городе Йер, департамент Вар, на побережье Средиземного моря. С февраля 1955 года он вместе с Ириной Одоевцевой жил там в пансионате для апатридов, лиц без гражданства, не имеющих собственного жилья, находясь на государственном обеспечении.
Единственным источником дохода у супругов были мизерные гонорары за их публикации в издающемся в Нью-Йорке эмигрантском ежеквартальном «Новом журнале», с которым они сотрудничали с 1950 года. Во время пребывания Г. Иванова в Йере состояние его здоровья хотя и медленно, но неуклонно ухудшалось. И хотя в курортном городе климат был мягкий средиземноморский, но в летние месяцы там царила жара, иногда не одну неделю, которую Иванов совершенно не переносил. В то же время, несмотря на тяжёлое материальное положение и ухудшавшееся здоровье, в последние годы Иванов создал свои лучшие лирические произведения.
С весны 1958 года его состояние стало резко ухудшаться. Обследование, проведённое в местном госпитале в марте, не выявило причину заболевания, врачи не смогли установить диагноз. Внешние проявления болезни Г. Иванова, сохранившиеся по описанию в письмах его жены, более всего напоминают лейкемию.
В середине августа 1958 года у Г. Иванова началась агония, он был снова помещён в госпиталь, где и скончался 26 августа 1958 года. 28 августа был похоронен в общественной могиле на муниципальном кладбище города Йер.
23 ноября 1963 года останки Г. Иванова были перезахоронены на русском кладбище Сент-Женевьев-де Буа под Парижем (могила N 6695).

## Оценка творчества
Лирике Иванова свойственна ясность, мысль развивается в полярных противоположениях. Она отмечена возрастающим негативизмом. Часто встречаются у Иванова стихи о поэте и поэзии, художественное обращение к другим поэтам. Сомнение примешивается здесь к стремлению осознать самое существенное в жизни и поэтическом творчестве.
— Вольфганг Казак

Автор сам ни в чём не виноват, и я не берусь решить, можно или нельзя издавать книги таких стихов. В пользу издания могу сказать, что книжка Г. Иванова есть памятник нашей страшной эпохи, притом — один из самых ярких, потому что автор — один из самых талантливых среди молодых стихотворцев. Это — книга человека, зарезанного цивилизацией, зарезанного без крови, что ужаснее для меня всех кровавых зрелищ этого века; — проявление злобы, действительно нечеловеческой, с которой никто ничего не поделает, которая нам — возмездие.
— Блок, Александр Александрович

…меня очаровала музыка поэзии Георгия Иванова. А также, то свойство, которое акмеисты называли «прекрасной ясностью». Было ещё одно качество, которое я там уловил. И позднее, когда познакомился со всеми его ранними сборниками, это я понял как особенность, которую назвал бы «светопись». Он, как живописец, который работает и играет красками. В его стихах виден этот дар работы со светом, игры цветом. И ещё — непринужденная культура стиха, естественность без натяжки, без нарочитых усилий, никакой надуманности.
— Вадим Крейд
Писатель Лев Лунц, высоко оценивая «вождей» акмеизма Николая Гумилёва и Осипа Мандельштама, с иронией отзывался об их последователях, в частности, о Георгии Иванове он писал:

Он пишет больше десяти лет и за десять лет он не двинулся ни вперед, ни назад, ни вправо, ни влево. И безнадежнее всего то, что у Иванова не было и нет плохих стихов. Все гладко, все на месте — никаких ошибок. <…> В общем, стихи Г. Иванова образцовы. И весь ужас в том, что они образцовы.

## Признание
Значимость Георгия Иванова для русской поэзии в последние десятилетия существенно пересмотрена, особенно после публикации представительных сборников собраний сочинений в 1980-е и в 1990-е годы. С 1989 года произведения Иванова начали издаваться на родине.
Известны его строки: «Но я не забыл, что завещано мне / Воскреснуть. Вернуться в Россию — стихами».
В 2023 году в рамках проекта «После России», посвященного поэтам «незамеченного поколения» первой волны российской эмиграции, песню на его стихотворение «Ледяной поход» исполнила группа Ногу Свело!, на стихотворение «В ветвях олеандровых трель соловья…» — R.А.SVET.

## Адреса в Петрограде
- Конец 1920 — Каменноостровский проспект, 38
- 1920—1921 — ДИСК — проспект 25-го Октября (Невский проспект), 15.

### Стихи
- Отплытье на о. Цитеру. — СПб.: Ego, 1912.
- Горница. — СПб.: Гиперборей, 1914.
- Памятник славы. — СПб.: Лукоморье, 1915.
- Вереск: Вторая книга стихов. — Петроград: Альциона, 1916.
- Сады: Третья книга стихов. — Петроград: Петрополис, 1921.
- Сады: Третья книга стихов. — Берлин: Изд-во С. Эфрон, 1922.
- Лампада: Собрание стихотворений. Книга первая. — Петроград: Мысль, 1922.
- Вереск: Вторая книга стихов. — 2-е изд. — Берлин; Петроград; М.: Изд-во З. И. Гржебина, 1923.
- Розы. — Париж: Родник, 1931.
- Отплытие на остров Цитеру. — Берлин: Петрополис, 1937.
- Портрет без сходства. — Париж: Рифма, 1950.
- 1943—1958. Стихи. — Нью-Йорк: Изд-во «Нового журнала», 1958.

### Проза
- Петербургские зимы — Париж: Родник, 1928 — В воспоминаниях Иванова дана художественная, написанная без соблюдения хронологии, картина литературной жизни и портреты близких ему писателей. При этом реальные события и факты Иванов вольно совмещал с легендами, слухами и собственными фантазиями, что вызвало резко негативные отклики некоторых современников, в частности М. И. Цветаевой, А. А. Ахматовой, Н. Я. Мандельштам.
- Третий Рим. Роман, ч. 1 // «Современные записки», № 39-40, 1929; фрагменты из ч. 2 // «Числа», № 2-3, 1930
- Распад атома — Париж, 1938
- Петербургские зимы — Нью-Йорк: Изд. им. Чехова, 1952 — издание с дополнениями о Блоке, Гумилёве и Есенине.

### Издания с 1989 года в СССР и РФ
- Иванов Г. В. Стихотворения. Третий Рим (роман). Петербургские зимы. Китайские тени. Литературные портреты. — М.: Книга, 1989. — (Из литературного наследия)
- Иванов Г. В. Книга о последнем царствовании. Исторические эссе. / Сост. В. Крейд, — Orange/CT., 1990.
- Иванов Г. В. Собрание сочинений. В 3-х т. — М.: Согласие, 1993—1994?. — ISBN 5-86884-022-4.
  - Т. 1. Стихотворения / Сост., подгот. текста, вступ. статья Е. В. Витковского; коммент. Г. И. Мосешвили. — ISBN 5-86884-023-2.
  - Т. 2. Проза / Сост., подгот. текста Е. В. Витковского, В. П. Крейда; коммент. В. П. Крейда, Г. И. Мосешвили. — ISBN 5-86884-024-0.
  - Т. 3. Мемуары. Литературная критика / Сост., подгот. текста Е. В. Витковского, В. П. Крейда; коммент. В. П. Крейда, Г. И. Мосешвили. — ISBN 5-86884-025-9.
- Иванов Г. В. Закат над Петербургом. — М.: Олма-Пресс, 2002.
- Иванов Г. В. Стихотворения. — СПб., 2004. — (Новая библиотека поэта)
- Иванов Г. В. Стихи. Проза. — Екатеринбург: У-Фактория, 2007. — (Российская поэзия)
- Иванов Г. В. Стихотворения. / Сост., вступ. ст., примеч. В. Смирнова. — М.: Эксмо, 2008. — 384 с. — (Золотая серия поэзии)
- Иванов Г. В. Стихотворения. — СПб., М., 2009, 2010. — (Новая библиотека поэта)

## Переводы на иностранные языки
- Georgy Ivanov. On the Border of Snow and Melt: Selected Poems. Translated and Annotated by Jerome Katsell and Stanislav Shvabrin. Introduction by Stanislav Shvabrin. — Santa Monica: Perceval Press, 2011 (двуязычное издание на русском и английском языках; 532 cc., ISBN 978-0-9774869-4-6).